# انگور مارس
انگور خوشه‌ای مارس (به انگلیسی: Mars grape) گونه‌ای از انگور است که خوشه‌های متوسط و پوستی ضخیم دارد. رنگ انگور مارس آبی بوده و در تابستان‌های گرم، در مناطق گرم و خشک عمل می‌آید. این نوع انگور یکی از گونه‌های مقاوم به آفت بوده و طعمی شبیه انگور کونکورد دارد. انگور مارس جزو خانوادهٔ انگورهای بدون دانه است و جهت مصارفی مانند تهیهٔ آب انگور، تولید ژله و مصرف به صورت رومیزی کشت می‌شود. این انگور همانند هم خانواده‌های خود، ونوس و نیابل به دلیل مقاوم بودن به تغییرات آب و هوا و همچنین آفت‌های رایجِ انگور، مانند قارچ سفیدک سطحی و پوسیدگی سیاه، محبوبیت بالایی در کشت و پرورش دارد.